# Steinen (Baden)
Steinen is een plaats in de Duitse deelstaat Baden-Württemberg op ca. 330 meter hoogte en maakt deel uit van het Landkreis Lörrach.
Steinen telt 9.999 inwoners en ligt aan de spoorlijn (S-Bahn) Basel SBB – Zell im Wiesental met een eigen station.
In mei 2015 werd voor het kleine raadhuis een fonteinmonument onthuld ter nagedachtenis aan de Duitse kunstenares Meret Oppenheim (1913-1985) die hier als kind vroeger gewoond heeft.
Ten noorden van Steinen, iets ten westen van het dorpje Weitenau, bevindt zich sinds de jaren tachtig het Vogelpark Steinen. Het park is bekend om zijn roofvogelshow en talloze andere (tropische) vogelsoorten waaronder pauwen en uilen en waarvan een deel in de open lucht vertoeft. Ook is er dagelijks een show met vrij rondlopende berberapen die door het publiek gevoerd mogen worden.
Aitern ·
Bad Bellingen ·
Binzen ·
Böllen ·
Efringen-Kirchen ·
Eimeldingen ·
Fischingen ·
Fröhnd ·
Grenzach-Wyhlen ·
Häg-Ehrsberg ·
Hasel ·
Hausen im Wiesental ·
Inzlingen ·
Kandern ·
Kleines Wiesental ·
Lörrach ·
Malsburg-Marzell ·
Maulburg ·
Rheinfelden ·
Rümmingen ·
Schallbach ·
Schliengen ·
Schönau im Schwarzwald ·
Schönenberg ·
Schopfheim ·
Schwörstadt ·
Steinen ·
Todtnau ·
Tunau ·
Utzenfeld ·
Weil am Rhein ·
Wembach ·
Wieden ·
Wittlingen ·
Zell im Wiesental